# Hakusan (Ishikawa)
Hakusan (Japans: 白山市, Hakusan-shi) is een stad aan de Japanse Zee in de prefectuur Ishikawa in Japan. De oppervlakte van de stad is 755,17 km² en eind 2008 had de stad bijna 111.000 inwoners. De naam van de stad is afgeleid van de gelijknamige berg (Haku-san).

## Geschiedenis
Op 1 februari 2005 werd Hakusan een stad (shi) na samenvoeging van de stad Matto (松任市, Mattō-shi), de gemeentes Mikawa (美川町, Mikawa-machi) en Tsurugi (鶴来町, Tsurugi-machi) plus de dorpen Kawachi (河内村, Kawachi-mura), Yoshinodani (吉野谷村, Yoshinodani-mura), Torigoe (鳥越村, Torigoe-mura), Oguchi (尾口村, Oguchi-mura) en Shiramine (白峰村, Shiramine-mura).

## Bezienswaardigheden

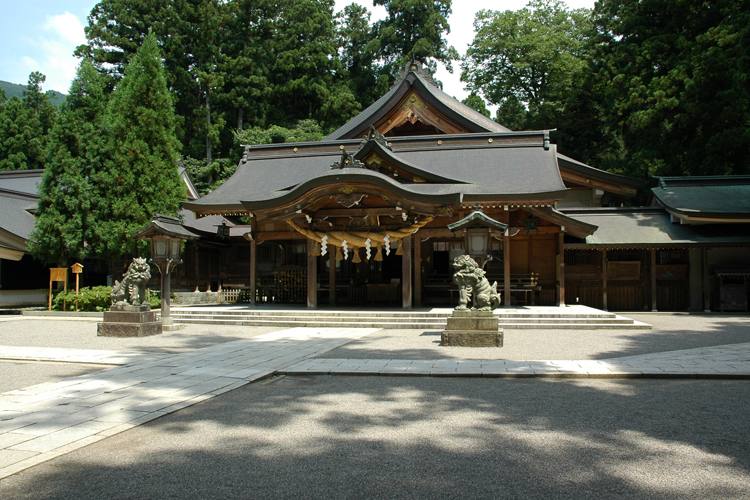
Hoofdgebouw van de Shirayama Hime-jinja

- Shirayama Hime-jinja
- Hakusan dinosaurus park
- Arboretum en botanische tuin

## Verkeer
Hakusan ligt aan de Hokuriku-hoofdlijn van de West Japan Railway Company en aan de Ishikawa-lijn van de Hokuriku Spoorwegmaatschappij.
Hakusan ligt aan de Hokuriku-autosnelweg en aan de autowegen 8, 157, 305 en 360.

## Geboren in Hakusan
- Chiyo-jo (加賀千代女, Kaga no Chiyo-jō), dichteres uit de Edoperiode
- Akegarasu Haya (暁烏敏, Akegarasu Haya), Boeddhistisch denker, oprichter van de Dobokai beweging
- Daisuke Nakata (中田大輔, Nakata Daisuke), atleet met hoofddiscipline trampolinespringen
- Yusuke Kanamaru (金丸 雄介, Kanamaru Yūsuke), judoka

## Stedenbanden
Hakusan heeft een stedenband met
- Columbia (Missouri), Verenigde Staten, sinds 7 maart 1988
- Liyang, China, sinds 9 oktober 1995
- Penrith, New South Wales, Australië, sinds 9 oktober 1995
- Raunheim, Duitsland, sinds 14 mei 1997
- Beaugency, Frankrijk, sinds 2 september 1999
- Boston (Lincolnshire), Engeland, sinds 24 mei 2002

## Aangrenzende steden
- Kanazawa
- Katsuyama
- Komatsu
- Nanto
- Nomi
- Ōno
- Takayama